# Alaptus ramakrishnai
Alaptus ramakrishnai is een vliesvleugelig insect uit de familie Mymaridae. De wetenschappelijke naam is voor het eerst geldig gepubliceerd in 1942 door Mani.